# Powiat Lichtenfels
Powiat Lichtenfels (niem. Landkreis Lichtenfels) – powiat w Niemczech, w kraju związkowym Bawaria, w rejencji Górna Frankonia, w regionie Oberfranken-West.
Siedzibą powiatu Lichtenfels jest miasto Lichtenfels.

## Podział administracyjny
W skład powiatu Lichtenfels wchodzą:
- cztery gminy miejskie (Stadt)
- trzy gminy targowe (Markt)
- cztery gminy wiejskie (Gemeinde)
- dwie wspólnoty administracyjne (Verwaltungsgemeinschaft)
- dwa obszary wolne administracyjnie (gemeindefreies Gebiet).

Miasta:
| Lp. | Nazwa miasta     | Ludność (31.12.2011) | Powierzchnia km² |
| --- | ---------------- | -------------------- | ---------------- |
| 1   | Bad Staffelstein | 10.636               | 99,39            |
| 2   | Burgkunstadt     | 6.573                | 40,59            |
| 3   | Lichtenfels      | 20.503               | 122,27           |
| 4   | Weismain         | 4.691                | 90,15            |

Gminy targowe:
| Lp. | Nazwa gminy targowej | Ludność (31.12.2011) | Powierzchnia km² |
| --- | -------------------- | -------------------- | ---------------- |
| 1   | Ebensfeld            | 5.631                | 68,73            |
| 2   | Marktgraitz          | 1.280                | 3,75             |
| 3   | Marktzeuln           | 1.638                | 6,86             |

Gminy wiejskie:
| Lp. | Nazwa gminy             | Ludność (31.12.2011) | Powierzchnia km² |
| --- | ----------------------- | -------------------- | ---------------- |
| 1   | Altenkunstadt           | 5.416                | 32,91            |
| 2   | Hochstadt am Main       | 1.683                | 13,79            |
| 3   | Michelau in Oberfranken | 6.505                | 19,36            |
| 4   | Redwitz an der Rodach   | 3.396                | 14,66            |

Wspólnoty administracyjne:
| Lp. | Nazwa wspólnoty administracyjnej | Ludność (31.12.2011) | Powierzchnia km² | Liczba gmin |
| --- | -------------------------------- | -------------------- | ---------------- | ----------- |
| 1   | Hochstadt-Marktzeuln             | 3.321                | 20,65            | 2           |
| 2   | Redwitz an der Rodach            | 4.676                | 18,41            | 2           |

Obszary wolne administracyjnie:
| Lp. | Nazwa obszaru          | Ludność (31.12.2011) | Powierzchnia km² |
| --- | ---------------------- | -------------------- | ---------------- |
| 1   | Breitengüßbacher Forst | niezamieszkany       | 2,40             |
| 2   | Neuensorger Forst      | niezamieszkany       | 5,09             |